# Les Essarts (Vendée)
Les Essarts
Boulogne korábbi község Franciaország Loire mente régiójában, Vendée megyében. 2016. január 1-jén három másik korábbi községgel egyesült és az így létrejött Essarts-en-Bocage új község része lett.
Lakosainak száma 5586 fő (2018. január 1.). Les Essarts Chauché, Saint-André-Goule-d’Oie, Sainte-Florence, Sainte-Cécile, Saint-Martin-des-Noyers, La Merlatière és Boulogne községekkel határos.

## Népesség
A település népességének változása:
| Lakosok száma | 2801 | 3071 | 3359 | 3631 | 3907 | 4946 | 5244 | 5395 | 5511 | 5586 |
|               | 1962 | 1968 | 1975 | 1982 | 1990 | 2008 | 2013 | 2015 | 2017 | 2018 |